# Június 9.
Június 9. az év 160. (szökőévben 161.) napja a Gergely-naptár szerint. Az évből még 205 nap van hátra.
Névnapok: Félix + Annabell, Annabella, Annamari, Annamária, Annavera, Bódog, Diána, Efraim, Előd, Enciána, Felicián, Feliciána, Főbe, Kolumbusz, Lícia, Ludovika, Morgan, Pelágia, Pelágiusz, Perjámos, Piramusz, Prímusz

## Események
- 1940 – A Franciaországi hadjáratban Rundstedt és Guderian páncélosai erős támadást indítottak az Aisne folyó mentén. Lattre de Tassigny francia tábornok csak átmenetileg tudta feltartóztatni a német előrenyomulást.
- 1957 – A Broad Peak (tszf. 8047 m) első megmászása Hermann Buhl, Kurt Diemberger, Marcus Schmuck és Fritz Wintersteller hegymászók által.
- 1958 – Megkezdődik Nagy Imre és társainak pere Budapesten. A zárt tárgyaláson halálra ítélik rajta kívül Gimes Miklóst, Maléter Pált, Szilágyi Józsefet és Losonczy Gézát is.
- 1977 – VI. Pál pápa a Vatikánban fogadja Kádár Jánost.
- 1993 – Naruhito japán császár (akkor  még trónörökös) – Akihito császár fia – házassága Masako Ovada diplomatával.
- 1994 – A NATO külügyminiszterei isztambuli ülésükön áttekintik a brüsszeli csúcsértekezlet döntéseinek végrehajtása terén elért előrelépést és megállapítják, hogy már 20 ország csatlakozott a PfP-hez.
- 2006 – megalakul a második Gyurcsány-kormány.

## Sportesemények
Formula–1
- 1963 –  belga nagydíj, Spa Francorchamps - Győztes: Jim Clark  (Lotus Climax)
- 1968 –  belga nagydíj, Spa Francorchamps - Győztes: Bruce McLaren  (McLaren Ford)
- 1974 –  svéd nagydíj, Anderstorp - Győztes: Jody Scheckter  (Tyrrell Ford)
- 2002 –  kanadai nagydíj, Montreal - Győztes: Michael Schumacher  (Ferrari)
- 2013 –  kanadai nagydíj, Montreal - Győztes: Sebastian Vettel  (Red Bull-Renault)
- 2019 –  kanadai nagydíj, Montreal - Győztes: Lewis Hamilton  (Mercedes AMG F1)

## Születések
- 1640 – I. Lipót német-római császár, magyar király († 1705)
- 1672 – I. (Nagy) Péter cár, az Orosz Birodalom első egyeduralkodója († 1725)
- 1781 – George Stephenson angol gépészmérnök, géptervező, a gőzmozdony feltalálója († 1848)
- 1812 – Johann Gottfried Galle német csillagász, elsőként ő észlelte a Neptunusz bolygót († 1910)
- 1820 – Hunfalvy János a magyar tudományos földrajz megalapítója, a Magyar Földrajzi Társaság első elnöke  († 1888)
- 1843 – Bertha von Suttner bárónő, osztrák író, újságíró és békeaktivista, Nobel-békedíjas. († 1914)
- 1847 – Hauszmann Alajos magyar műépítész († 1926)
- 1884 – Pongrácz Lajos gyógyszerész, országgyűlési képviselő († 1940)
- 1891 – Cole Porter amerikai zeneszerző, dalszerző († 1964)
- 1898 – Luigi Fagioli olasz autóversenyző († 1952)
- 1899 – Andai Béla magyar színész († 1969)
- 1903 – Felice Bonetto olasz autóversenyző († 1953)
- 1915 – Les Paul (er. Lester William Polsfuss) amerikai gitáros († 2009)
- 1916 – Somogyi József Kossuth- és Munkácsy Mihály-díjas magyar szobrászművész, 1974-87-ig a Képzőművészeti Főiskola rektora († 1993)
- 1926 – Kenessy Zoltán magyar színész
- 1928 – F. Nagy Angéla Aranytoll díjas magyar újságíró, gasztronómiai szakíró († 2017)
- 1934 – Károlyi Pál magyar zeneszerző († 2015)
- 1937 – Wittner Mária, 1956-os szabadságharcos, országgyűlési képviselő († 2022)
- 1938 – Huszár László magyar színész († 2018)
- 1939
  - David Hobbs (David Wishart Hobbs) brit autóversenyző
  - Ileana Cotrubaş román opera-énekesnő, szoprán
- 1953 – Hűvösvölgyi Ildikó Kossuth-díjas magyar színésznő
- 1955 – András Judit magyar manöken, modell, fotómodell
- 1961 – Aaron Sorkin amerikai író, színpadi szerző, producer („Az Elnök emberei”)
- 1961 – Michael J. Fox Golden Globe-díjas kanadai színész
- 1963 – Johnny Depp Golden Globe-díjas amerikai színész
- 1964 – Gloria Reuben kanadai színésznő
- 1966 – Arany Tamás labdarúgó-játékvezető
- 1970 – Miklósa Erika Kossuth-díjas magyar opera-énekesnő (szoprán)
- 1978 – Miroslav Klose lengyel származású német labdarúgó
- 1981
  - Natalie Portman (er. Natalie Herschlag) izraeli származású amerikai színésznő
  - Anna Gostomelsky izraeli úszónő
  - Dean Couzins új-zélandi gyeplabdázó
- 1988 – Nyomtató Enikő magyar színésznő
- 1981 – Takashima Kouyou a The GazettE szólistája
- 1994 – Viktor Fischer dán labdarúgó

## Halálozások
- 68 – Néró római császár (* 37)
- 1572 – III. Johanna navarrai királynő (* 1528)
- 1870 – Charles Dickens angol író (* 1812)
- 1878 – Szkalnitzky Antal magyar építész (* 1836)
- 1889 – Tóth Ágoston Rafael honvéd ezredes, a modern magyar katonai térképészet úttörője (* 1812)
- 1918 – Angster József, orgonakészítő mester (* 1834)
- 1924 – George Mallory felfedező, hegymászó, a Mount Everesten tűnt el (* 1886)
- 1940 – Kernstok Károly magyar festőművész (* 1873)
- 1959 – Talányi Ferenc szlovén-magyar irodalmár (* 1883)
- 1974 – Miguel Ángel Asturias Nobel-díjas guatemalai író (* 1899)
- 1979 – Svéd Sándor Kossuth-díjas magyar operaénekes, bariton (* 1904)
- 1987 – Tamássy Zdenko Erkel-díjas magyar zeneszerző (* 1921)
- 1996 – Benedek István magyar orvos, író, művelődéstörténész (* 1915)
- 1997 – Bajkó Károly birkózó (* 1944)
- 2003 – Lomb Kató tolmács, fordító, nyelvzseni (* 1909)
- 2006 – Bartis Ferenc erdélyi magyar költő, író, újságíró (* 1936)
- 2008 – Josef Minsch svájci síelő (* 1941)
- 2008 – Karen Asrian örmény sakknagymester (* 1980)
- 2014 – Pünkösti Árpád magyar író, újságíró, szociográfus (* 1936)
- 2014 – Vassné Kovács Emőke magyar logopédus, tanszékvezető főiskolai tanár (* 1933)
- 2015 – James Last német zenész, zeneszerző, nagyzenekar vezető (* 1929)

## Nemzeti ünnepek, emléknapok, világnapok
- Åland-szigetek - Nemzeti ünnep - Åland Önkormányzat Napja, 1922
- Spanyolország: La Rioja tartomány napja (Día de La Rioja)
- Spanyolország: Murcía tartomány autonómiájának napja (Día de la Región de Murcía)